# هومر لوسی
هومر لوسی (انگلیسی: Omero Losi; ۲۳ فوریهٔ ۱۹۲۵ – ۲۵ نوامبر ۲۰۱۲) بازیکن فوتبال اهل ایتالیا بود.
از باشگاه‌هایی که در آن بازی کرده‌است می‌توان به باشگاه فوتبال آ.اس. رم، باشگاه فوتبال مودنا، و باشگاه فوتبال رجانا اشاره کرد.